# Neuviller-sur-Moselle
Neuviller-sur-Moselle är en kommun i departementet Meurthe-et-Moselle i regionen Grand Est (tidigare regionen Lorraine) i nordöstra Frankrike. Kommunen ligger i kantonen Haroué som tillhör arrondissementet Nancy. År 2022 hade Neuviller-sur-Moselle 251 invånare.

## Befolkningsutveckling
Antalet invånare i kommunen Neuviller-sur-Moselle
| Referens: INSEE |